# Catholic-Hierarchy.org
Catholic-Hierarchy.org je online databáze biskupů a diecézí římskokatolické církve a východních katolických církví. Stránky nejsou oficiálně schváleny církví. Jako soukromý projekt ji provozuje David M. Cheney z Kansas City.

## Původ a obsah
V 90. letech 20. století vytvořil David M. Cheney jednoduchou internetovou stránku, která dokumentovala římskokatolické biskupy v jeho domovském státě Texas – mnozí z nich neměli své webové stránky. V roce 2002, po přestěhování na americký středozápad, oficiálně vytvořil současnou stránku catholic-hierarchy.org a rozšířil ji na Spojené státy a posléze i na celý svět. Databáze obsahuje zeměpisné, organizační a adresní informace o každé katolické diecézi na světě, včetně východních katolických církví v plném společenství se Svatým stolcem, jako je maronitská katolická církev a syromalabarská církev.
Uvádí také životopisné údaje o současných a předchozích biskupech jednotlivých diecézí, jako jsou data narození, svěcení a (případně) úmrtí.

## Postavení
Webové stránky jsou citovány Vatikánským rozhlasem a některými katolickými diecézemi po celém světě, akademickými institucemi, knihovnami, novinami (mainstreamovými a katolickými) a v publikovaných dílech. Vatikanolog Sandro Magister ji uvádí jako doporučenou stránku o katolicismu, jako referenční zdroj ji používají i další církevní autoři včetně Johna L. Allena Jr, kanonisty Edwarda N. Peterse a Rocca Palma. Tisková agentura Zenit uvádí, že stránka poskytuje „tichou, jedinečnou službu církvi“.

## Zdroje
Mezi použité tištěné zdroje patří publikace Svatého stolce: Annuario Pontificio, Acta Apostolicae Sedis a Acta Apostolicae Sedis. Využity jsou také historické studie autorů, jejichž příjmení sahají od Andradeho po Zúñígu.
Vatikánská informační služba poskytuje zprávy o změnách týkajících se diecézí a biskupů. Dalším primárním zdrojem informací o jmenování biskupů, jejich životopisech a případných rezignacích se stal archiv Denního bulletinu Svatého stolce vydávaný Tiskovým úřadem Svatého Stolce a měsíčník oficiální publikace s názvem Acta Sanctae Sedis (o členech Římské kurie nebo apoštolských nunciích).